# Comuna Mîleanovîci, Turiisk
Mîleanovîci (în ucraineană Миляновичі) este o comună în raionul Turiisk, regiunea Volînia, Ucraina, formată din satele Hodovîci, Klîcikovîci, Mîleanovîci (reședința), Perevissea, Tupalî, Turovîci, Zalisți și Zilove.

## Demografie
Componența lingvistică a satului Mîleanovîci
     Ucraineană (99,66%)
     Alte limbi (0,35%)
Conform recensământului din 2001, majoritatea populației satului Mîleanovîci era vorbitoare de ucraineană (99,66%), existând în minoritate și vorbitori de alte limbi.